# Hultsfreds kyrkobokföringsdistrikt
Hultsfreds kyrkobokföringsdistrikt var ett kyrkobokföringsdistrikt (ofta förkortat kbfd) i Vena församling i Linköpings stift. Dessa distrikt utgjorde delar av en församling i Sverige som i folkbokföringshänseende var likställd med en församling. Distriktet bildades den 1 januari 1937 när Vena församling delades upp på två kyrkobokföringsdistrikt (Hultsfred och Vena) och upplöstes den 1 januari 1955 då kyrkobokföringsdistriktet bildade Hultsfreds församling.
Hultsfreds kyrkobokföringsdistrikt hade enligt både Skatteverket och SCB församlingskoden 086000.
Den 1 januari 1947 (enligt beslut den 22 mars 1946) överfördes till Hultsfreds kyrkobokföringsdistrikt från Vena kyrkobokföringsdistrikt vissa områden med 263 invånare och omfattande en areal av 17,00 km², varav 16,60 km² land.

## Areal
Hultsfreds kyrkobokföringsdistrikt omfattade den 1 januari 1941 en areal av 2,33 kvadratkilometer, varav 2,33 kvadratkilometer land. Efter nymätningar och arealberäkningar färdiga den 1 januari 1946 omfattade distriktet samma datum en areal av 4,01 km², varav 2,94 km² land.